# Калинин (Ташлинский район)
Калинин— посёлок в Ташлинском районе Оренбургской области, административный центр Калининского сельсовета.

## География
Располагается на расстоянии примерно 6 километров по прямой на север-северо-запад от районного центра села Ташла.

## История
Посёлок основан в 1929 году, когда началась организация совхоза имени Калинина, официально название присвоено в 1930 году.

## Население
| 2010 |
| ---- |
| 897  |

Постоянное население составляло 929 человек в 2002 году (русские 75 %), 897 в 2010 году.